# Stema județului Vaslui

Stema județului Vaslui

Stema județului Vaslui a fost aprobată în 2006. Aceasta se compune dintr-un scut triunghiular cu marginile rotunjite, pe fond roșu, despicat în partea superioară, cele trei cartiere fiind delimitate de un firet de aur. În partea superioară, în primul cartier, în dreapta, se află un stup de nuiele, de argint, încadrat de trei albine de aur. În partea superioară, în al doilea cartier, în stânga, se află trei pești suprapuși, de argint, redați spre dreapta. În partea inferioară, în al treilea cartier, în câmp roșu, se află un bour de elan (moldovenesc), de argint, mergând spre dreapta.
Semnificațiile elementelor însumate:
- Stupul de nuiele încadrat de cele trei albine reprezintă vechea stemă a ținutului Vaslui.
- Cei trei pești reprezintă stema tradițională a ținutului Tutova.
- Bourul semnifică stema și simbolul tradițional al ținutului Fălciu

## Variante vechi ale stemei

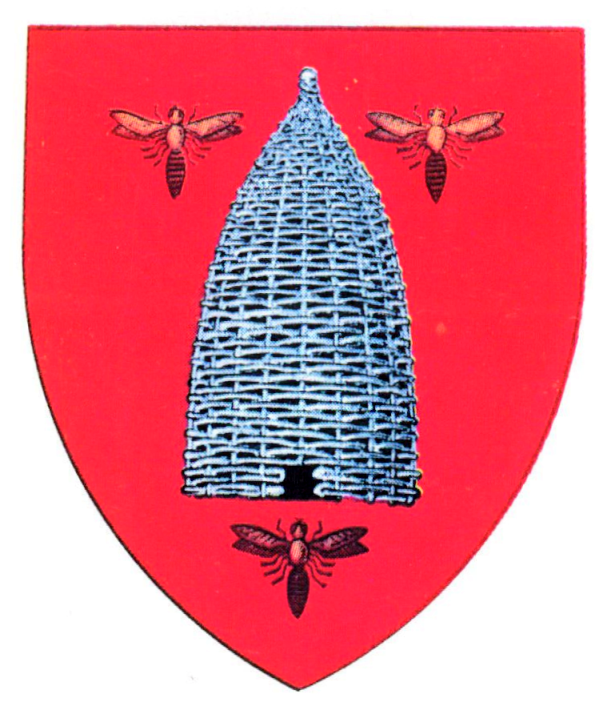
stema județului Vaslui în perioada interbelică
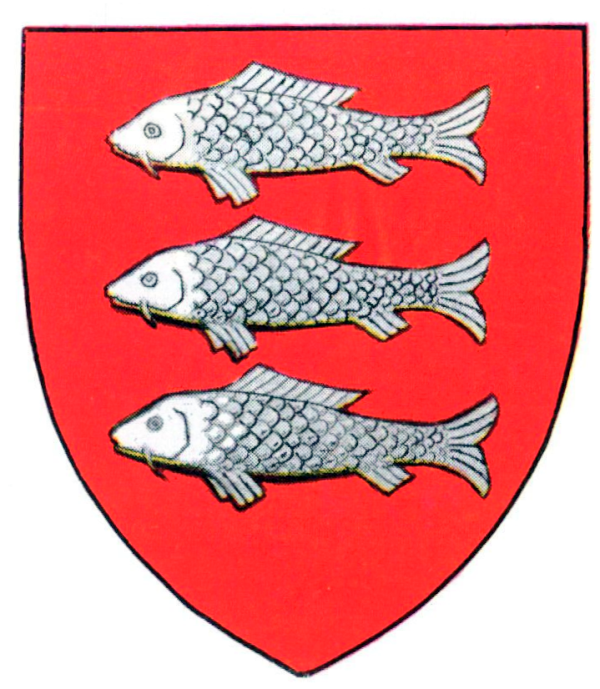
Stema județului Tutova în perioada interbelică
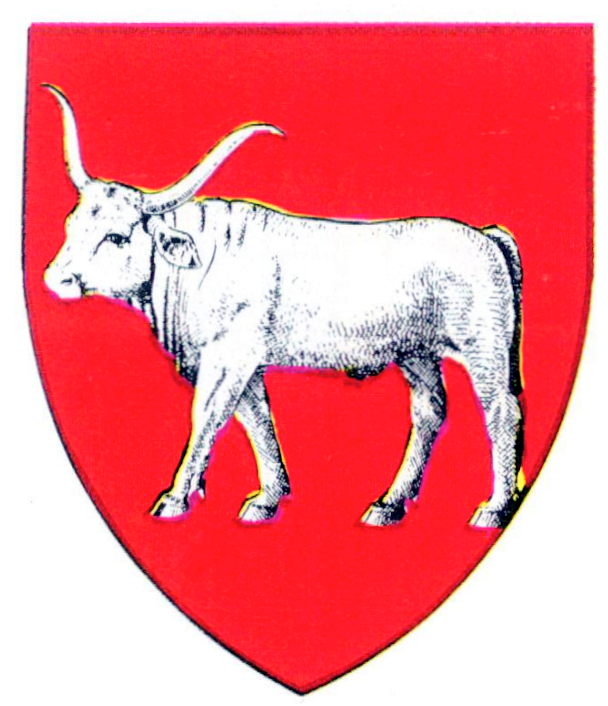
stema județului Fălciu în perioada interbelică
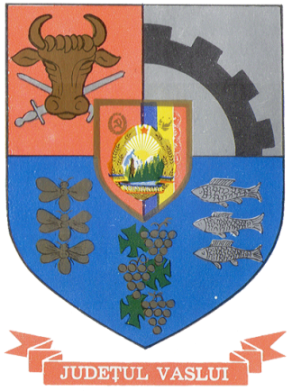
în perioada comunistă